# Le Bec-Hellouin
Bec-Hellouin – miejscowość i gmina we Francji, w regionie Normandia, w departamencie Eure.
Według danych na rok 1990 gminę zamieszkiwały 434 osoby, a gęstość zaludnienia wynosiła 45 osób/km² (wśród 1421 gmin Górnej Normandii Bec-Hellouin plasuje się na 504. miejscu pod względem liczby ludności, natomiast pod względem powierzchni na miejscu 369.).
Znajduje się tutaj Opactwo Matki Bożej w Bec, gdzie przeorem był święty Anzelm z Canterbury.